# Jonny Buchardt
Jonny Buchardt, eigentlich Herbert Günther Schlichting (* 16. September 1925 im Gebiet des heutigen Wuppertal; † 8. Oktober 2001 in Bergisch Gladbach-Bensberg), war ein deutscher Schauspieler, Komiker und Conférencier.

## Leben
Buchardt war der Sohn von Claire Schlichting, einer damals sehr bekannten deutschen Komikerin, und Herbert Schlichting, seine Halbschwester ist die Schauspielerin Monika Hansen. Er war ein Onkel der Schauspieler Ben Becker und Meret Becker. Von seinen Eltern Jonny genannt, legte er sich als Künstlernachnamen den Namen Buchardt zu. Dies war der Familienname des Lebensgefährten der Mutter des zweiten Mannes von Claire Schlichting. Mit seinem Stiefvater, dem Tänzer Erik Hansen, trat Buchardt unter diesem Namen auch gemeinsam auf.
Jonny Buchardt war eine beachtete Größe des Kölner Karnevals.

### Gin-Nummer
Sein bekanntester Sketch war die „Gin-Nummer“. Nachdem er einleitend seinem deutschen Publikum – das zu dieser Zeit nur öffentlich-rechtliches Fernsehen kannte – erklärt hatte, dass im US-Fernsehen die Sendungen durch Werbespots unterbrochen würden, verkörperte er anschließend einen Werbesprecher für Gordons Dry Gin, der den Zuschauern die Vorzüge dieses Getränks anpreist und mit den Worten endet, Gordon's Dry Gin „… ist ja sooo sanft.“ Dieser Spot wird vorgeblich alle 15 Minuten live wiederholt, und da der Sprecher dabei jedes Mal ein Glas Gin konsumiert, zeigt er sich bei jeder Wiederholung stärker alkoholisiert und zunehmend torkelnd und lallend, bis er nach dem vierten Mal sinnlos betrunken umkippt.

### 1973: „alte Kameraden“
Ungewöhnliche Aufmerksamkeit erhielt Buchardt im Jahr 2013 – also über zehn Jahre nach seinem Tod –, als ein 40 Jahre alter Auftritt beim Kölner Karneval vom WDR in dem Zusammenschnitt Alaaf & Helau gezeigt wurde. Dabei verleitete der Conférencier den Großteil des 1973er-Publikums dazu, auf seine Ansage „Sieg!“ wie selbstverständlich mit „Heil!“ zu antworten, nachdem er es mit den Freudenrufen „Zicke zacke zicke zacke! – Hoi hoi hoi!“ und „Hipp, hipp – Hurra!“ dazu hingeleitet hatte. Buchardt reagierte darauf mit dem Ausruf: „Das darf doch nicht wahr sein, Mensch! Was? So viele alte Kameraden heute Abend hier?!“
Neben Artikeln in Zeitungen wie der Tageszeitung und regen Diskussionen in diversen Foren über Buchardts Performance erhielten auf Videoportale hochgeladene Ausschnitte hohe Aufrufzahlen und internationale Beachtung.

### Privatleben
Jonny Buchardt war einige Jahre lang mit der deutschen Schauspielerin Barbara Schöne verheiratet und hatte aus dieser Ehe einen Sohn. Zuletzt war er bis zu seinem Tod am 8. Oktober 2001  mit Blanka Schlichting (geb. Jakob) verheiratet. Er wurde 76 Jahre alt.

## Filmografie (Auswahl)

### Kinoproduktionen
- 1958: Und abends in die Scala
- 1960: Marina
- 1962: Café Oriental

### Fernsehproduktionen
- 1957: Bonsoir, Kathrin! mit Caterina Valente (ARD)
- 1960: Willkommen, Caterina! aus dem Kongresshaus Zürich (Schweizer Radio DRS & Schweizer Fernsehen)
- 1961: Die erste rein-deutsche Crazy-Show – Ihnen bleibt nichts erspart aus dem Frankfurter Funkhaus des Hessischen Rundfunks[7]
- 1964: The Good Old Days (BBC) England
- 1967: Im Flamingo-Club (ARD)
- 1970: Berlin-Geflüster (ZDF) mit Hildegard Knef
- 1973: Die Rudi-Carrell-Show (Weihnachten) (ARD)
- 1973: Vorhang auf (ZDF)
- 1975: Am laufenden Band mit Rudi Carrell (Folge 16) (ARD)
- 1984: Berliner Weiße mit Schuß (ZDF)
- 1986: Teufels Großmutter Episode: Der Tanz ums Moped (ZDF)
- 1989: Berliner Weiße mit Schuß (ZDF)
- 1992: Nur keine Hemmungen mit Michael Schanze (ARD)
- 1992: Hallo Heino, Episode 1 und 2 mit Heino und Hannelore (Sat1)
- 1997: Jonny, der Heizer – Das verkaufte Lachen, Dokumentation für 37 Grad (ZDF), Regie: Mischka Popp und Thomas Bergmann

## Tonträger
- 1969: Das war Kassel – Ausschnitte aus der Konferenz vom 17. Januar 1969, LP, Kompilation, Label: Langnese
- 1973: Lach doch mal mit Jonny Buchardt, LP, Album, (P), Label: EMI-Electrola/COLUMBIA, STEREO 1C 062-29 496
- 1973: Meister des Humors – Einst + Heute, LP, Kompilation, Label: Odeon/EMI-Electrola
- 1974: Hör zu – Lach mit, LP, Kompilation, Label: Hörzu
- 1981: Für jede Party ’81, LP, Kompilation, Boxset, Label: EMI-Electrola/COLUMBIA